# 국제 농구 리그
국제 농구 리그(International Basketball League, IBL)는 미국의 농구 리그이다. 야구의 마이너 리그와 같은 개념이다. (즉, NBA가 메이저 리그 개념이라는 뜻이다.)

## 마지막 시즌 참가했던 팀
| 콘퍼런스              | 팀                        | 연고지            |
| 콘티넨탈              |                           |                   |
| --------------------- | ------------------------- | ----------------- |
| 콘티넨탈              | 벨링햄 슬램               | 워싱턴주 벨링햄   |
| 콘티넨탈              | 론스타 스트라이커스       | 텍사스주 콘로     |
| 콘티넨탈              | 올림피아 레인             | 워싱턴주 올림피아 |
| 콘티넨탈              | 포틀랜드 치누크스         | 오리건주 비버턴   |
| 콘티넨탈              | 세일럼 세이버스           | 오리건주 세일럼   |
| 콘티넨탈              | 시애틀 플라이트           | 워싱턴주 시애틀   |
| 콘티넨탈              | 벤쿠버 볼케이너스         | 워싱턴주 밴쿠버   |
| 인터내셔널            |                           |                   |
| 할리우드 슛팅 스타즈  | 캘리포니아주 할리우드     |                   |
| 로스앤젤레스 팀 맥림  | 캘리포니아주 로스앤젤레스 |                   |
| 말리부 비치독스       | 캘리포니아주 말리부       |                   |
| 샌타바버라 브레이커즈 | 캘리포니아주 샌타바버라   |                   |
| 샌타모니카 점프       | 캘리포니아주 샌타모니카   |                   |
| 베니스 비치 워리어스  | 캘리포니아주 베니스       |                   |